# Hobeln und Stoßen

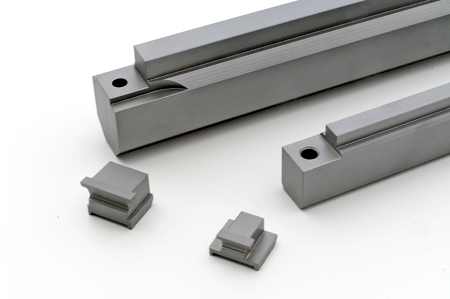
Stoßmesser und dazugehörende Halter

Das Hobeln und Stoßen sind zwei spanende Fertigungsverfahren der Gruppe Spanen mit geometrisch bestimmter Schneide, die mit einschneidigen Zerspanungswerkzeugen durchgeführt werden: dem Hobelmeißel und dem Stoßmeißel oder -messer; ein Hobel dagegen ist ein Werkzeug für ein verwandtes Verfahren der Holzbearbeitung.
Hobeln und Stoßen werden nach DIN 8580 gemeinsam einer Gruppe zugeordnet, da sie kinematisch identisch sind; die Relativbewegung zwischen Werkzeug und Werkstück ist also dieselbe:
- beim Hobeln wird die Schnittbewegung erzeugt durch Bewegung des Werkstücks bei stehendem Werkzeug (also genau andersherum als beim Holz-Hobeln)
- beim Stoßen wird die Schnittbewegung erzeugt durch Bewegung des Werkzeuges bei stehendem Werkstück.

Stoßen und Hobeln dienen zur Herstellung ebener Flächen wie Nuten und Einstiche; die zugehörigen Werkzeugmaschinen sind die Hobelmaschine und die Stoßmaschine. Sie spielen jedoch in der industriellen Fertigung kaum noch eine Rolle, da sie weitgehend durch Fräsen ersetzt wurden, das produktiver und flexibler ist. Wichtige Ausnahmen sind das Wälzhobeln und Wälzstoßen zur Herstellung von Zahnrädern.
Vorteile des Hobelns und Stoßens gegenüber anderen Verfahren sind die niedrigen Einricht- und Werkzeugkosten sowie die geringere Erwärmung des Werkstücks. Nachteilig sind dagegen die hohen Fertigungszeiten (unwirtschaftlicher Leer-Rückhub und begrenzte Schnittgeschwindigkeit), beim Hobeln zusätzlich die Maschinengröße.
Hobeln und Stoßen zählen gemeinsam mit dem Drehen und Bohren zu den ältesten Fertigungsverfahren, siehe Geschichte der Produktionstechnik.

## Definition nach DIN 8589
„Hobeln bzw. Stoßen ist Spanen mit schrittweiser, wiederholter, meist geradliniger Schnittbewegung und schrittweiser, zur Schnittrichtung senkrechter Vorschubbewegung.“

## Hobeln
Beim Hobeln ist das Werkzeug fest eingespannt, und das Werkstück vollführt die Schnittbewegung. Nach dem Rückhub bewegt sich das Werkzeug senkrecht zur Schnittrichtung weiter und vollführt somit die Vorschubbewegung. Die Schnittrichtung liegt praktisch immer in waagrechter Richtung. Der Vorschub kann auch nach oben oder unten erfolgen.

## Stoßen
Beim Stoßen führt das Werkzeug die hin- und hergehende Schnittbewegung aus, sie besteht aus:
- einem Arbeitshub, bei dem Material abgetragen wird
- einer Rückbewegung, Leerhub genannt, bei der kein Material abgetragen wird.

Nach dem Arbeitshub bewegt sich das Werkstück senkrecht zur Schnittbewegung (Vorschubbewegung), um den weiteren Materialabtrag zu gewährleisten.
- Beim Waagrechtstoßen bewegt sich das Werkzeug in waagrechter Richtung, das Werkstück kann sich entweder horizontal oder vertikal bewegen.
- Beim Senkrechtstoßen bewegt sich das Werkzeug senkrecht und das Werkstück innerhalb einer Ebene, die waagrecht bzw. parallel zum Boden liegt.

## Einteilung der Verfahren
In der DIN 8589 werden alle spanenden Fertigungsverfahren nach einem einheitlichen Ordnungsschema eingeteilt. Das Hobeln und Stoßen trägt dort die Ordnungsnummer 3.2.4 (3. Hauptgruppe: Trennen, 2. Gruppe: Spanen mit geometrisch bestimmter Schneide, 4. Fertigungsverfahren).
- 3.2.4.1: Planhobeln und -stoßen: Dient zur Erzeugung planer, also ebener Oberflächen.
- 3.2.4.2: Rundhobeln und -stoßen: Dient zur Herstellung von runden Oberflächen.
- 3.2.4.3: Schraubhobeln und -stoßen: Dient der Herstellung von schraubigen Oberflächen.
- 3.2.4.4: Wälzhobeln und Wälzstoßen: Dienen der Herstellung von Verzahnungen, z. B. Zahnräder oder Zahnstangen.
- 3.2.4.5 Profilhobeln und -stoßen: Dient zur Herstellung beliebiger Oberflächen mit einem profilierten Werkzeug, das die zu erzeugende Form als Negativ enthält.
- 3.2.4.6 Formhobeln- und -stoßen: Dient zur Herstellung beliebiger Oberflächen, die durch die gesteuerte Schnitt- und Vorschubbewegung erzeugt werden.

## Oberflächen und Genauigkeiten
Die erzeugten Oberflächen weisen charakteristische parallele Linien auf, die von den Bearbeitungsspuren herrühren. Die erreichbaren Rauheiten gemessen als mittlere Rauheit liegen bei Ra = 2 bis 4 µm. Diese lassen sich erreichen durch Verwendung von Breitschlichtwerkzeugen, bei denen die Nebenschneide etwa eineinhalb mal bis doppelt so lang ist wie der Vorschub und der Werkzeug-Einstellwinkel der Nebenschneide sehr klein. Die Rauheit hängt ab vom Vorschub, dem Werkstoff, der Schneidengeometrie und der Schnitttiefe.
Die erreichbaren Maßabweichungen, gemessen als erreichbare ISO-Toleranzen, liegen bei IT 8; in Sonderfällen sind auch IT 7 oder IT 6 möglich.

## Kräfte und Leistungen
Die benötigte Leistung {\displaystyle P} ergibt sich aus der Schnittkraft {\displaystyle F_{s}}, der Reibungskraft {\displaystyle F_{R}} an der Tischführung der Maschine, der Schnittgeschwindigkeit {\displaystyle v_{c}} und dem Wirkungsgrad {\displaystyle \eta } des Antriebs zu:
{\displaystyle P={\frac {(F_{s}+F_{R})\cdot v_{c}}{\eta }}}.
Die Schnittkraft lässt sich mit der Kienzle-Formel berechnen. In diese gehen ein die Schnitttiefe {\displaystyle a}, der Vorschub {\displaystyle f} und die Spezifische Schnittkraft {\displaystyle k_{s}}:
{\displaystyle F_{s}=a\cdot f\cdot k_{s}}
Die Reibungskraft ergibt sich aus der Gewichtskraft des Maschinentisches
{\displaystyle G_{T}}, der Gewichtskraft {\displaystyle G_{W}} des größten Werkstücks und dem Reibungskoeffizient {\displaystyle \mu } zu:
{\displaystyle F_{R}=(G_{T}+G_{W})\cdot \mu }

## Richtwerte
Die Schnittgeschwindigkeit hängt von mehreren Faktoren ab, u. a. vom Schneidstoff, den Standkriterien und der erwünschten Standzeit.

### Richtwerte für Schnellarbeitsstahl
Für Werkzeuge aus Schnellarbeitsstahl und Standzeiten von 60 Minuten gelten folgende Werte:
| Werkstoff                               | Werkstoff                               | Vorschub [mm] | Schnittgeschwindigkeit [m/min] | Schneitteilgeometrie | Schneitteilgeometrie | Schneitteilgeometrie |
| Bezeichnung                             | Zugfestigkeit [N/mm²] bzw. Brinellhärte | Vorschub [mm] | Schnittgeschwindigkeit [m/min] | Freiwinkel           | Spanwinkel           | Neigungswinkel       |
| --------------------------------------- | --------------------------------------- | ------------- | ------------------------------ | -------------------- | -------------------- | -------------------- |
| Grauguss                                | bis 200 HB                              | 0,4 bis 1,0   | 18 bis 13                      | 8°                   | 8°                   | 8°                   |
| Grauguss                                | bis 200 HB                              | 1,0 bis 2,5   | 13 bis 10                      | 8°                   | 8°                   | 8°                   |
| Grauguss                                | 200 bis 250 HB                          | 0,4 bis 1,0   | 12 bis 9                       | 8°                   | 6°                   | 8°                   |
| Grauguss                                | 200 bis 250 HB                          | 1,0 bis 2,5   | 9 bis 7                        | 8°                   | 6°                   | 8°                   |
| legierter Grauguss                      | 250 bis 450 HB                          | 0,4 bis 1,0   | 11 bis 9                       | 8°                   | 6°                   | 8°                   |
| legierter Grauguss                      | 250 bis 450 HB                          | 1,0 bis 2,5   | 9 bis 7                        | 8°                   | 6°                   | 8°                   |
| Baustahl/ Einsatzstahl/ Vergütungsstahl | 500                                     | 0,4 bis 1,0   | 18 bis 12                      | 8°                   | 14°                  | 8°                   |
| Baustahl/ Einsatzstahl/ Vergütungsstahl | 500                                     | 1,0 bis 2,5   | 12 bis 8                       | 8°                   | 14°                  | 8°                   |
| Baustahl/ Einsatzstahl/ Vergütungsstahl | 600                                     | 0,4 bis 1,0   | 12 bis 8                       | 8°                   | 12°                  | 8°                   |
| Baustahl/ Einsatzstahl/ Vergütungsstahl | 600                                     | 1,0 bis 2,5   | 8 bis 6                        | 8°                   | 12°                  | 8°                   |
| Baustahl/ Einsatzstahl/ Vergütungsstahl | 700                                     | 0,4 bis 1,0   | 11 bis 7                       | 8°                   | 10°                  | 8°                   |
| Baustahl/ Einsatzstahl/ Vergütungsstahl | 700                                     | 1,0 bis 2,5   | 7 bis 5                        | 8°                   | 10°                  | 8°                   |
| Stahlguss                               | 700                                     | 0,4 bis 1,0   | 11 bis 7                       | 8°                   | 10°                  | 8°                   |
| Stahlguss                               | 700                                     | 1,0 bis 2,5   | 7 bis 5                        | 8°                   | 10°                  | 8°                   |

### Richtwerte für Hartmetall
Für Werkzeuge mit eingelöteten Schneiden aus Hartmetall und einer Standzeit von 240 Minuten gelten folgende Werte:
| Werkstoff   | Werkstoff                               | Vorschub [mm] | Anwendungsgruppe | Schnittgeschwindigkeit [m/min] | Schneitteilgeometrie | Schneitteilgeometrie | Schneitteilgeometrie |
| Bezeichnung | Zugfestigkeit [N/mm²] bzw. Brinellhärte | Vorschub [mm] | Anwendungsgruppe | Schnittgeschwindigkeit [m/min] | Freiwinkel           | Spanwinkel           | Neigungswinkel       |
| ----------- | --------------------------------------- | ------------- | ---------------- | ------------------------------ | -------------------- | -------------------- | -------------------- |
| Grauguss    | bis 180 HB                              | 0,4 bis 1,0   | K20              | 45 bis 30                      | 8°                   | 15° bis 20°          | −10°                 |
| Grauguss    | bis 180 HB                              | 1,0 bis 1,6   | K20              | 30 bis 25                      | 8°                   | 15° bis 20°          | −10°                 |
| Grauguss    | bis 180 HB                              | 1,0 bis 1,6   | K30              | 25 bis 20                      | 8°                   | 20°                  | −10°                 |
| Grauguss    | bis 180 HB                              | 1,6 bis 2,5   | P40              | 30 bis 25                      | 8°                   | 20°                  | −10°                 |
| Grauguss    | bis 180 HB                              | 1,6 bis 2,5   | K30              | 20 bis 15                      | 8°                   | 20°                  | −10°                 |
| Grauguss    | 180 bis 220 HB                          | 0,4 bis 1,0   | P30              | 60 bis 45                      | 8°                   | 20°                  | −10°                 |
| Grauguss    | 180 bis 220 HB                          | 0,4 bis 1,0   | M20              | 50 bis 35                      | 8°                   | 10°                  | −10°                 |
| Grauguss    | 180 bis 220 HB                          | 0,4 bis 1,0   | K10              | 50 bis 35                      | 8°                   | 10°                  | −10°                 |
| Grauguss    | 180 bis 220 HB                          | 0,4 bis 1,0   | K20              | 40 bis 30                      | 8°                   | 10°                  | −10°                 |
| Grauguss    | 180 bis 220 HB                          | 1,0 bis 1,6   | P30              | 45 bis 35                      | 8°                   | 20°                  | −10°                 |
| Grauguss    | 180 bis 220 HB                          | 1,0 bis 1,6   | K20              | 30 bis 25                      | 8°                   | 10° bis 15°          | −10°                 |
| Grauguss    | 180 bis 220 HB                          | 1,6 bis 2,5   | P40              | 25 bis 20                      | 8°                   | 20°                  | −10°                 |